# Volvarina ptychasthena
Volvarina ptychasthena is een slakkensoort uit de familie van de Marginellidae. De wetenschappelijke naam van de soort is voor het eerst geldig gepubliceerd in 1989 door Gofas.